# Muzică de fanfară

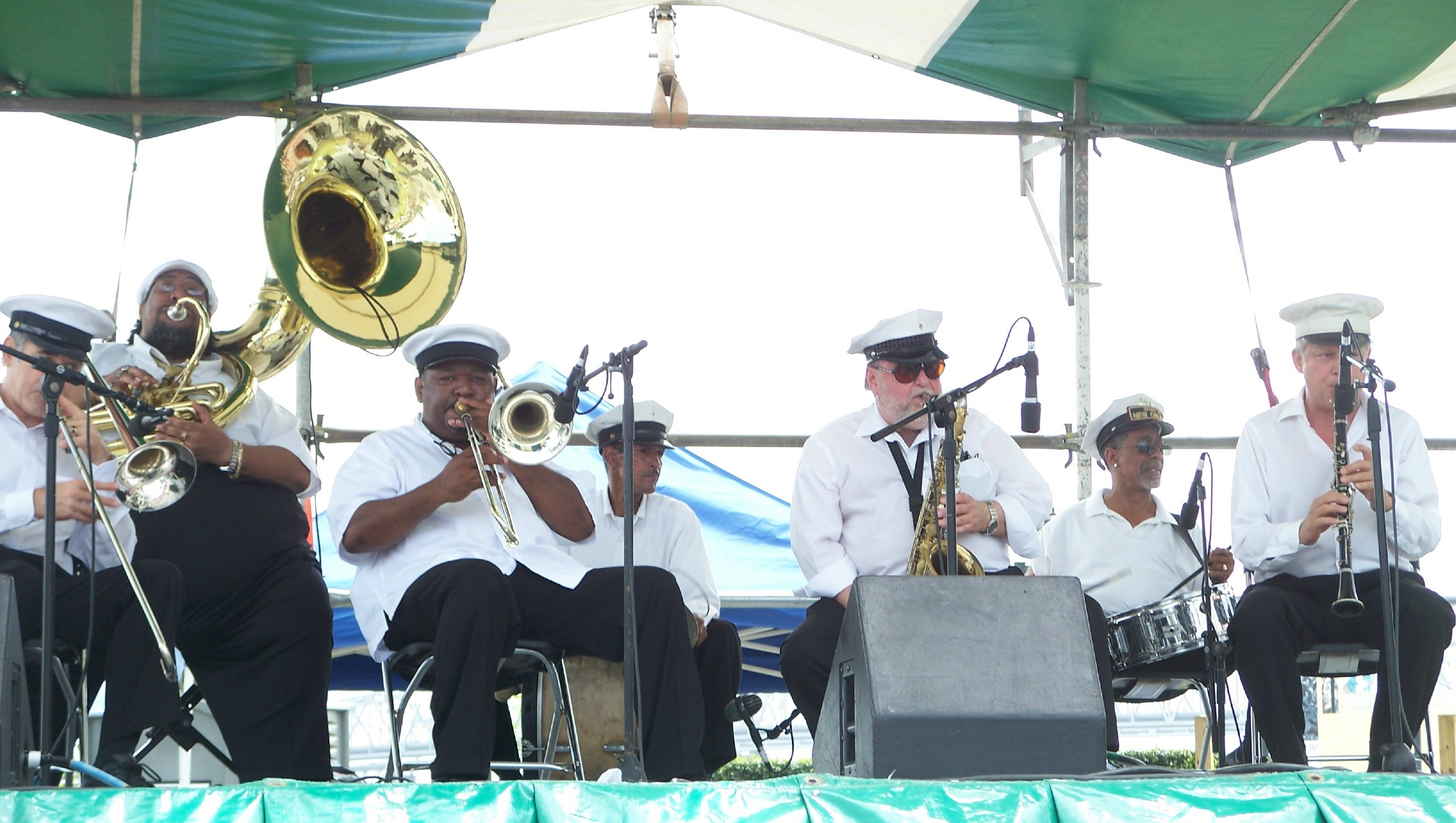
Fanfară

Muzica de fanfară este un gen muzical cântat mai ales (sau în exclusivitate) la instrumente de suflat din alamă și lemn și percuție.
Își are originea în Turcia, răspândindu-se în Europa după războaiele turco-austriece din secolul al XVII-lea.